# Zecchino d'Oro 2001
Il quarantaquattresimo Zecchino d'Oro si è svolto a Bologna dal 20 al 24 novembre 2001.
È stato presentato da Cino Tortorella, Ettore Bassi e Monica Leofreddi. La sigla era un misto di "Il trenino dello Zecchino" e i brani più famosi dalle vecchie edizioni. 
Il Fiore della solidarietà del 2001 è dedicato alla costruzione di un centro nutrizionale e di un centro per la prevenzione della trasmissione materno-infantile del virus HIV in Mozambico.
In questa edizione sono stati ospiti: Massimo Lopez, Antonella Clerici e Terence Hill (nei panni di Don Matteo), Paddy the Clown, Ferruccio Valcareggi, e Chiara Tortorella.

## Brani in gara
- Bongo, direttore di banda (Testo: Gianfranco Grottoli, Andrea Vaschetti/Musica: Gianfranco Grottoli, Andrea Vaschetti) - Debora Maroccia (5 anni) e Vitantonio Tafuni (7 anni)
- Cina è... (中国花儿) ( Cina) (Testo italiano: Maria Cristina Misciano) - Chen Chen (陈宸) (6 anni)
- Il gallo ha fatto l'uovo (Né né oh yeh yeh yeh) ( Guinea-Bissau) (Testo italiano: Giorgio Calabrese) - Janice Gomes Dias (9 anni)
- Il singhiozzo (Testo: Maria Francesca Polli/Musica: Franco Fasano) - Matteo Bellu (6 anni)
- Il topo con gli occhiali (Testo: Vittorio Sessa Vitali/Musica: Renato Pareti) - Domiziana Ponticelli (5 anni)
- La gallina Painè (El gauchito Painé) ( Argentina) (Testo: Salvatore De Pasquale/Musica: Augusto Martelli) - Alice Roitberg (7 anni)
- L'amico dei perché (Why oh why) ( Irlanda) (Testo italiano: Federico Padovano) - Kelly Ann Milne (9 anni)
- Novembre (Lapų žaidimas) ( Lituania) (Testo italiano: Alessandro Bigarelli) - Lina Jurevičiūtė (7 anni)
- Piove, piove (बोलो बोलो) ( India) (Testo italiano: Luigi Cilumbriello) - Bennett Francis (9 anni)
- Respiriamo la città (Testo: Tony Martucci, Giuliano Taddei/Musica: Franco Graniero) - Valeria Vitiello (8 anni)
- Scacco matto! (Testo: Mario Manasse/Musica: Marco Mojana) - Simone Crescenzi (7 anni)
- Un attimo di respiro (Testo: Claudio Farina/Musica: Marco Iardella) - Mara Candian (8 anni)
- Vieni nel mio villaggio (Welkamim yu nau long ples blong mi) ( Papua Nuova Guinea) (Testo: Fernando Rossi/Musica: Augusto Martelli) - Elena Baccellini (8 anni), Daniele Di Somma (7 anni) e Alessandro Pirotti (9 anni)
- W la neve! (Testo: Mario Manasse/Musica: Marco Mojana) - Daniele Bracale (8 anni) e Alice Nicodemo (3 anni)

## Curiosità
- Vieni nel mio villaggio è stato interpretato da tre bambini del Piccolo Coro, perchè l'interprete originale australiano, per motivi burocratici non è potuto arrivare in Italia.
- Simone Crescenzi è il fratello maggiore di Alessio Crescenzi che nel 2004 ha interpreto Il mio nonno è un DJ.
- Alice Nicodemo dopo aver partecipato allo Zecchino D'Oro è entrata a far parte del Piccolo Coro dal 2002 al 2004, poi vi torno brevemente nel 2009 ma dovette lasciarlo subito perchè era già undicenne, che è il limite di età per fare da corista.